# At Heart
| Оценки критиков      | Оценки критиков |
| Источник             | Оценка          |
| -------------------- | --------------- |
| About.com            | [ 2 ]           |
| Allmusic             | [ 3 ]           |
| Punknews.org         | [ 4 ]           |
| Under The Gun Review | 6/10            |

At Heart  — третий альбом американской металкор-группы Miss May I, вышедший 12 июня 2012 года. Первоначально альбом должен был выйти 29 мая 2012, однако дата выхода была перенесена на 12 июня 2012. At Heart получил положительные отзывы, в которых были отмечены сдвиги в музыкальном плане в лучшую сторону. Первый сингл «Hey Mister» вышел вместе с музыкальным клипом.
Альбом занял 32 позицию в чарте Billboard 200. В первую неделю продаж было продано более 12,000 копий.

## Об альбоме
На протяжении всей первой половины 2012 года Miss May I занимались записью альбома, планируя его выпустить летом. 8 марта 2012 года группа сообщила, что завершила работу над новым альбомом, получившим название «At Heart» и планирует его выпустить 29 мая 2012. Спустя несколько минут Леви Бентон сообщил о перенесении даты релиза на 12 июня 2012 года. Песня «Hey Mister» вышла в виде клипа на YouTube-канале лейбла Rise Records.

## Список композиций
| №                   | Название                 | Длительность |
| ------------------- | ------------------------ | ------------ |
| 1.                  | «At Heart»               | 0:49         |
| 2.                  | «Hey Mister»             | 3:56         |
| 3.                  | «Opening Wounds»         | 4:14         |
| 4.                  | «Leech»                  | 4:16         |
| 5.                  | «Second to No One»       | 3:59         |
| 6.                  | «Sirens Song»            | 3:53         |
| 7.                  | «Day by Day»             | 3:35         |
| 8.                  | «Bleeding Out»           | 2:59         |
| 9.                  | «Road of the Lost»       | 3:23         |
| 10.                 | «Found Our Way»          | 2:47         |
| 11.                 | «Gold to Rust»           | 3:26         |
| 12.                 | «Live This Life»         | 3:48         |
| 13.                 | «Ballad of a Broken Man» | 3:40         |
| Общая длительность: | Общая длительность:      | 44:38        |

## Участники записи
- Леви Бентон — экстремальный вокал
- БиДжей Стэд — соло-гитара
- Райан Нефф — бас-гитара, чистый вокал
- Джастин Ауфдемкамп — ритм-гитара
- Джерод Бойд — ударные